# Леаль, Рандаль
Рандаль Энрике Леаль Арли (исп. Randall Enrique Leal Arley; 14 января 1997, Сан-Хосе, Коста-Рика) — коста-риканский футболист, полузащитник клуба «Нэшвилл» и сборной Коста-Рики.

## Клубная карьера
В 2013 году Леаль начал карьеру в клубе «Белен». 27 октября 2013 года в матче против «Кармелиты» он дебютировал в чемпионате Коста-Рике. 13 апреля 2014 года в поединке против «Пунтаренас» Рандаль забил свой первый гол за «Белен».
В начале 2015 года Леаль перешёл в бельгийский «Мехелен». 25 июля в матче против «Остенде» он дебютировал в Жупилер-лиге.
В августе 2018 года Леаль вернулся на родину, подписав двухлетний контракт с «Депортиво Саприсса». В составе «Саприссы» он выиграл Лигу КОНКАКАФ 2019.
6 сентября 2019 года было объявлено о переходе Леаля зимой 2020 года в клуб-новичок MLS «Нэшвилл». 29 февраля 2020 года он участвовал в дебютном матче новой франшизы в лиге, соперником в котором была «Атланта Юнайтед».

## Международная карьера
В 2013 году в составе юношеской сборной Коста-Рики Рандаль принял участие в юношеском чемпионате КОНКАКАФ в Панаме. На турнире он сыграл в матче против команды Канады.
В 2017 году в составе молодёжной сборной Коста-Рики Леаль принял участие в домашнем молодёжном чемпионате КОНКАКАФ. На турнире он сыграл в матчах против команд Сальвадора, Тринидада и Тобаго, Бермудских Островов, Гондураса и Панамы. В поединках против тринидадцев, бермудцев и панамцев Рандаль забил по голу.
В том же году в Леаль принял участие в молодёжном чемпионате мира в Южной Корее. На турнире он сыграл в матчах против команд Ирана, Португалии, Замбии и Англии. В поединке против англичан Рандаль забил гол.
За первую сборную Коста-Рики Леаль дебютировал 7 сентября 2018 года в товарищеском матче со сборной Южной Кореи.
Леаль был включён в состав сборной Коста-Рики на Золотой кубок КОНКАКАФ 2019.

## Достижения
Командные
 «Депортиво Саприсса»
- Победитель Лиги КОНКАКАФ: 2019